# Canadian Rangers
Die Canadian Rangers sind ein Großverband der kanadischen Streitkräfte ohne Kampfauftrag, der sich aus freiwilligen Teilzeit-Reservisten, vornehmlich indigenen Kanadiern (Natives) und Inuit, zusammensetzt und dessen Hauptauftrag die militärische Präsenz und Überwachung in entlegenen Gebieten Kanadas ist.
In Abgrenzung zu den militärischen Canadian Rangers werden die kanadischen Nationalpark-Wildhüter als Parks Canada Rangers bezeichnet.

## Geschichte
Die Rangers wurden im Jahr 1942 als Pacific Coast Militia Rangers (PCMR) zur Aufklärung und Verzögerung einer möglichen japanischen Invasion gegründet. Im Jahr 1947 wurden sie in Canadian Rangers umbenannt und ihr Einsatzgebiet wurde auf die Überwachung der nördlichen und arktischen Gebiete ausgedehnt.
Mit dem wachsenden Interesse an arktischen Rohstoffvorkommen und der Nordwestpassage wuchs die Bedeutung der Canadian Rangers seit den 1970er-Jahren. Gleichzeitig bietet der Dienst im Regiment den Natives eine Einkommensmöglichkeit und Unabhängigkeit von der Sozialhilfe unter Einbringung ihrer traditionellen Fertigkeiten und Kenntnisse.
Das Ausbildungsprogramm der Junior Canadian Rangers wurde 1996 eingeführt. Es bietet Jugendlichen im Alter von 12 bis 18 Jahren aus entlegenen Gebieten Freizeitaktivitäten und Ausbildung in traditionellen und Rangerfähigkeiten und sichert so den Nachwuchs für die Canadian Rangers.

## Organisation
Die Canadian Rangers haben etwa 5000 Angehörige, die an 178 Orten in 165 Aufklärungsgruppen ihren Dienst versehen und in fünf Patrouillenverbänden (Canadian Ranger Patrol Group; CRPG) gegliedert sind. Der größte Patrouillenverband ist für die nördlichen Gebiete Kanadas zuständig und hat sein Hauptquartier in Yellowknife. Ein Großteil der Ranger sind Inuit. Oft nehmen Angehörige der Ranger Führungspositionen in den Gemeinschaften der Bewohner der entlegenen Gebiete ein.
| Einsatzraum                          | CRPG   | Aufklärungsgruppen | Angehörige | Standort            |
| ------------------------------------ | ------ | ------------------ | ---------- | ------------------- |
| Canadian Forces Northern Area (CFNA) | 1 CRPG | 58                 | 1575       | CFNA HQ Yellowknife |
| Land Forces Quebec Area (LFQA)       | 2 CRPG | 23                 | 696        | CFB Saint-Jean      |
| Land Forces Central Area (LFCA)      | 3 CRPG | 15                 | 422        | CFB Borden          |
| Land Forces Western Area (LFWA)      | 4 CRPG | 38                 | 695        | CFB Esquimalt       |
| Land Forces Atlantic Area (LFAA)     | 5 CRPG | 29                 | 743        | CFB Gander          |

## Auftrag
Die Canadian Rangers dienen der Aufrechterhaltung der kanadischen Hoheit in den nördlichen Gebieten, die wenig besiedelt, stark gegliedert und abgelegen sind und nicht ökonomisch durch konventionelle Kräfte der kanadischen Armee überwacht werden können. Dies ist auch und insbesondere im Zusammenhang mit dem Hoheitsanspruch Kanadas an der Nordwestpassage zu verstehen, der von den Vereinigten Staaten und auch anderen Ländern bestritten wird.
Aufgaben und Einsatzarten
Hauptaufgabe der Canadian Rangers ist die Überwachung der nördlichen Gebiete Kanadas und die Wahrung der Hoheitsansprüche Kanadas. Zu den ausschließlich festgelegten Einsatzräumen des Regiments zählen die arktischen Gebiete sowie weitere nationale Wildnisgebiete. Die Einsätze der Canadian Rangers haben Expeditionscharakter. Zur Durchführung des Auftrags werden regelmäßig mehrwöchige Patrouillen (sovereignty patrols, SOV PATS) mit Schneemobilen durchgeführt. Die Wetterbedingungen in den Einsatzräumen weisen häufig Temperaturen von −50 °C und Windgeschwindigkeiten von 115 km/h auf.
Aufgaben der Canadian Rangers im Einzelnen
- Überwachung im Rahmen von militärischen Operationen im Einsatzraum
- Wahrung der kanadischen Hoheit und Bildung von Rettungstrupps in Notlagen
- Unterstützung bei Search-and-Rescue-Operationen im Einsatzraum
- Unterstützung bei Flugunfällen im Einsatzraum
- Meldung von ungewöhnlichen und nicht identifizierten Aktivitäten auf dem Hoheitsgebiet Kanadas im hohen Norden
- Überwachung und Meldung von nicht identifizierten Schiffsbewegungen im Raum nordöstlich der Küste von Québec in der Bucht von Salluit
- Unterstützung anderer Teile der kanadischen Streitkräfte durch Beratung und Ausbildung für die trocken-kalte Klimazone sowie der Sicherung gegen biologische Gefahren
- Durchführung von Northern Warning System Patrols (NWS PATS)
- Abstellen von Spähern und Führern für die kanadische Polizei und Parks Canada Ranger zur Verhinderung von illegaler Einwanderung an der Westküste von Kanada

Katastrophenhilfe leisteten die Canadian Rangers im Jahr 1999 beim Lawinen-Unglück von Kangiqsualujjuaq in Nord-Québec. Im Jahr 2007 hatten sie erstmals die Aufgabe, zusätzlich nach Inuit aus Grönland Ausschau zu halten, die Berichten zufolge im Norden der Ellesmere-Insel illegal Jagd auf kanadische Eisbären machten.

## Rekrutierung und Ausbildung

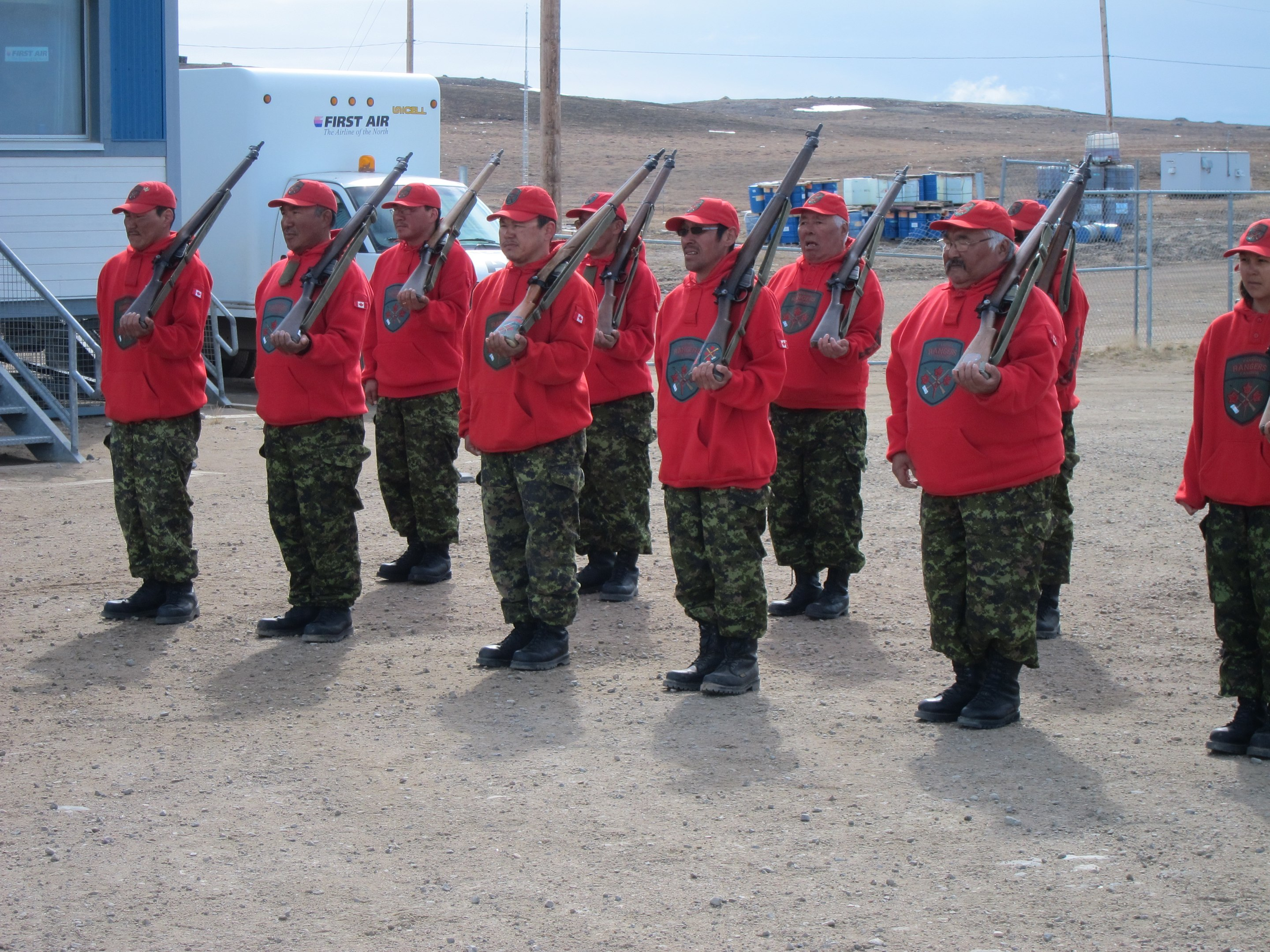
Canadian Rangers in Nunavut, Kanada

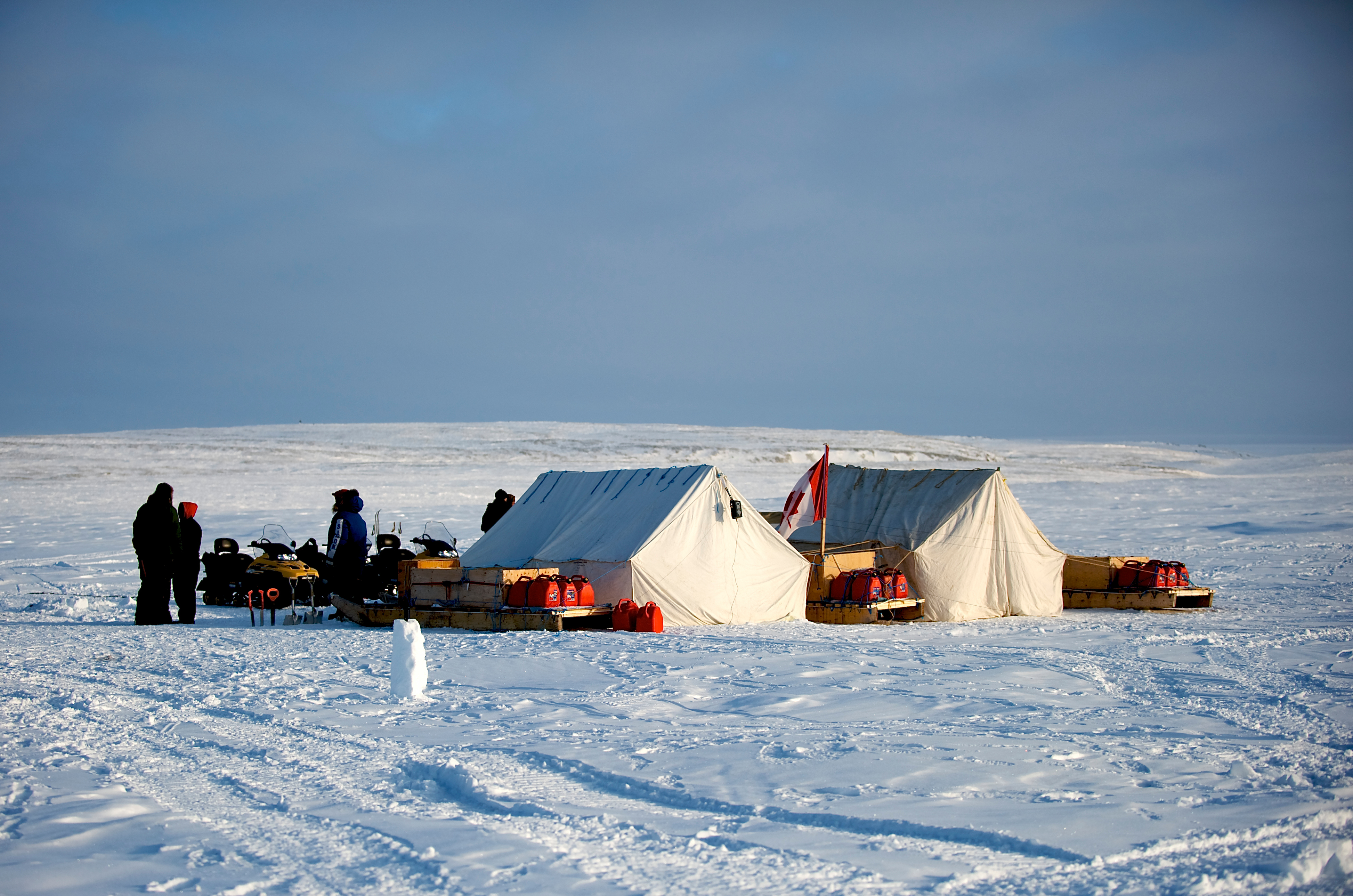
Ausbildungslager in Nordkanada

Bei den Soldaten der Canadian Rangers handelt es sich um freiwillige Teilzeit-Reservisten. Die Ausbildung kann bereits im Canadian-Junior-Ranger-Programm erfolgen. In der Ausbildung werden allgemeine Wildnisfähigkeiten und Bestandteile der „traditional skills“ der jeweiligen Natives gelehrt, da dem Regiment Eskimos und Inuit, First Nations und Métis sowie europäische frankophone und englischsprachige Kanadier angehören. Soldzahlung erfolgt nur in der Einsatzzeit und Ausbildung.
Die Ausbildung für neue Angehörige des Regiments beginnt mit einem zehntägigen Lehrgang über Orientierung und Handfeuerwaffen, wie sie auch von den übrigen Teilen der kanadischen Streitkräfte absolviert werden.
Allgemeiner Bestandteil der Ausbildung sind die Durchführung von Spähtrupps in der Wildnis, Rettungsunterstützung bei Luftfahrtunfällen, Waldbränden und Überschwemmungen in den unzugänglichen Gebieten des jeweiligen Einsatzraumes. Die Ausbildung findet entsprechend den Vorkenntnissen der Reservisten, dem Gelände und Einsatzraum statt, in dem die jeweilige Einheit innerhalb von Kanada stationiert und eingesetzt wird.
Lehrgänge für Ausbilder, Spähtruppführer und Bediener spezieller Ausrüstung oder Tätigkeiten wie Funkgerätebediener oder Helfer im Sanitätsdienst sind erweiterte Ausbildungen. Die patrols leader der Canadian Ranger als Führer der selbständigen Aufklärungsteileinheiten im Dienstgrad Feldwebel eines Canadian Ranger Sergeant werden gewählt und nicht wie sonst in den kanadischen Streitkräften ernannt. Die Aufklärungsteileinheiten sind in Aufklärungstrupps unterteilt, die von einem section leader im Dienstgrad master corporal (Stabsunteroffizier) oder corporal (Unteroffizier) als Truppführer geführt werden. Die Mehrheit der Canadian Rangers dient als Mannschaftsdienstgrad.

## Ausrüstung
Uniformiert sind die Ranger einheitlich in der Farbe rot-orange mit einem Parka, Sweatshirt, Baseballcap, CADPAT-Uniformhose und Militärstiefeln. Die auffällige Farbe ist der Aufgabe geschuldet, dass diese auch Rettungseinsätze durchführen. Diese tarnt aber auch in der braun-orangen Tundra, dem Haupteinsatzgebiet der Nativ-Ranger. Die übrige für die jeweilige Einsatzregion notwendige Bekleidung wird ebenso wie weitere Ausrüstung durch die Ranger gestellt, für die die kanadische Armee für Einsätze und während Übungen ein Ausrüstungsentgelt zahlt. Zu der durch die Ranger gestellten Ausrüstung gehören Schneemobile (light over snow vehicles, LOSV), Quads, Motorboote sowie weitere Feld- und Biwakausrüstung, da diese für die trocken-kalte Klimazone individuell angepasst sein muss und diese Art der Ausrüstung nicht Bestandteil der kanadischen Armeeausrüstung ist. Eine Besonderheit ist, dass neben einem modernen GPS-Gerät ein Sonnenkompass von jedem Ranger mitgeführt wird. In der trocken-kalten Klimazone des hohen Nordens werden von den Rangers immer noch Baumwoll-Steilwandzelte benutzt, um die Brandgefahr zu minimieren, da in den Zelten gekocht wird. Zur Ausrüstung gehört das Elcan 7x50 Fernglas, einer deutschen Lizenzproduktion.

## Bewaffnung
Die Canadian Rangers führen Waffen lediglich zur Jagd und Eigensicherung gegen Eisbären, andere Raubtiere sowie Großwild mit. Die Bewaffnung bestand früher aus dem Gewehr Lee-Enfield No. 4 im Kaliber .303 British, das sich auch bei extrem niedrigen Temperaturen durch seine Robustheit und Zuverlässigkeit auszeichnete und für das jeder Ranger 200 Patronen pro Jahr erhielt.
In der Frühzeit der Aufstellung mussten die Canadian Rangers oftmals mit ihren eigenen Gewehren und Flinten auskommen, als der Rest der kanadischen Streitkräfte mit Enfield-Gewehren, Bren-Maschinengewehren und Browning-Pistolen ausgestattet war. Dies führte dazu, dass vormals 3000 Gewehre vom Typ Winchester Model 94/64 und 1800 vom Typ Marlin 1936 beschafft wurden, bevor aus Beständen der Armee Lee-Enfields ausgegeben wurden.
Da sich die Ersatzteilversorgung und Instandhaltung des Lee-Enfield mit dem Ende der Nutzung durch die kanadischen Streitkräfte in den 1950er Jahren als zunehmend schwieriger gestaltete, erfolgte im August 2011 eine Ausschreibung zur Beschaffung eines neuen Gewehres im Kaliber 7,62 × 51 mm NATO/.308 Win. Mit einem Auftragsumfang von etwa 10.000 Stück sollen diese Waffen über einen Zeitraum von 30 Jahren Verwendung finden. Bereits im Oktober 2011 wurde die Ausschreibung wieder beendet. Drei Jahre später erfolgte eine erneute Ausschreibung mit dem Ziel, die neuen Gewehre zwischen 2015 und 2019 einzuführen. Im April 2015 erhielt Colt Canada den Zuschlag, die neuen Waffen mit der Bezeichnung C-19 unter Lizenz zu produzieren. Im Juni 2015 wurden 33 Gewehre auf Basis der finnischen Tikka T3 Compact Tactical Rifle (CTR) an die 4 CRPG ausgeliefert und Ranger-Ausbilder aller anderen CRPG in die neuen Waffen eingewiesen. In der Erprobungsphase zwischen August und November 2015 wurden die neuen Gewehre auf Zuverlässigkeit, Treffgenauigkeit und Robustheit auch bei Temperaturen von bis zu −51 °C getestet.
Die Ausstattung des C-19 besteht neben einem Magazin für zehn Patronen aus einer Visiereinrichtung für Kampfentfernungen von 100 bis 600 Metern sowie vergrößertem Abzugsbügel und Repetierhebel für eine Bedienung mit angelegten Handschuhen. Der damalige kanadische Verteidigungsminister Julian Fantino erklärte im Juli 2015, dass 6820 Gewehre beschafft werden sollen. Der Beschaffungsvertrag umfasst die Entwicklungskosten, Ersatzteilversorgung und Munition in Höhe von 28 Mio. US-Dollar.

## Gegenstück in Alaska
Das Gegenstück in Alaska waren mit bis zu 6389 Mann die Alaska Territorial Guard oder Eskimo Scouts.